# Novacaixagalicia
Novacaixagalicia (nom social: Caixa de Aforros de Galicia, Vigo, Ourense e Pontevedra) va ser una caixa d'estalvis gallega nascuda l'1 de desembre de 2010 en el marc de reestructuració bancària a Espanya, resultant de la fusió de dues caixes gallegues: Caixanova i Caixa Galicia. El Banc d'Espanya havia anomenat momentàniament les caixes fusionades com Caja Breogán.
Va ser hereva dels actius i patrimoni de les dues caixes però, un any més tard, va traspassar el seu negoci bancari per complet i tots els actius de l'entitat a un nou banc del qual Novacaixagalicia n'era l'únic propietari, NCG Banco. El banc operava sota la marca comercial Novagalicia Banco a Galícia, Astúries i Lleó i com EVO Banco a la resta d'Espanya.
Posteriorment el banc va ser nacionalitzat i Novacaixagalicia va perdre la seva participació en el banc. Sense la seva única via d'ingressos, va haver de convertir-se en fundació especial sota el protectorat de la Xunta de Galícia que li permetés gestionar l'obra social que venia executant la desapareguda caixa. Així, la Fundación Especial Novacaixagalicia Obra Social (o simplement Fundación Novacaixagalicia) es va constituir el 28 de desembre de 2012.
El juliol de 2014, un mes després que Banesco, a través de Banco Etcheverría, prengués el control de NCG Banco i creés la marca comercial Abanca, la Fundación Especial Novacaixagalicia Obra Social va canviar el seu nom pel de Fundación Galicia Obra Social (amb la denominació comercial Afundación) i es va convertir en una fundació ordinària.